# غیاث‌الدین جهانگیر
میرزا غیاث‌الدین جهانگیر (مرگ ۷۷۸ قمری، ۱۳۷۶ میلادی) فرزند تیمور لنگ و الجای خاتون آغا است. او از امرای خاندان تیموری بود.
تیمور از ۹ همسر خود، صاحب فرزندان متعددی با نوادگان بسیار شد که از میان پسرانش غیاث الدین جهانگیر، فرزند ارشدش بود. وی در اوایل سلطنت تیمور و به سال ۷۷۸ ق (۱۳۷۶ م) درگذشت.
تیمور هنگام مرگ، در وصیتی پیرمحمد جهانگیر پسر میرزا جهانگیر را به جانشینی خود برگزید، اما به‌رغم علاقه‌ای که سردارانش نسبت به اجرای واپسین خواست او نشان می‌دادند، مجالی برای اجرای این وصیت پیدا نشد.

## خانواده

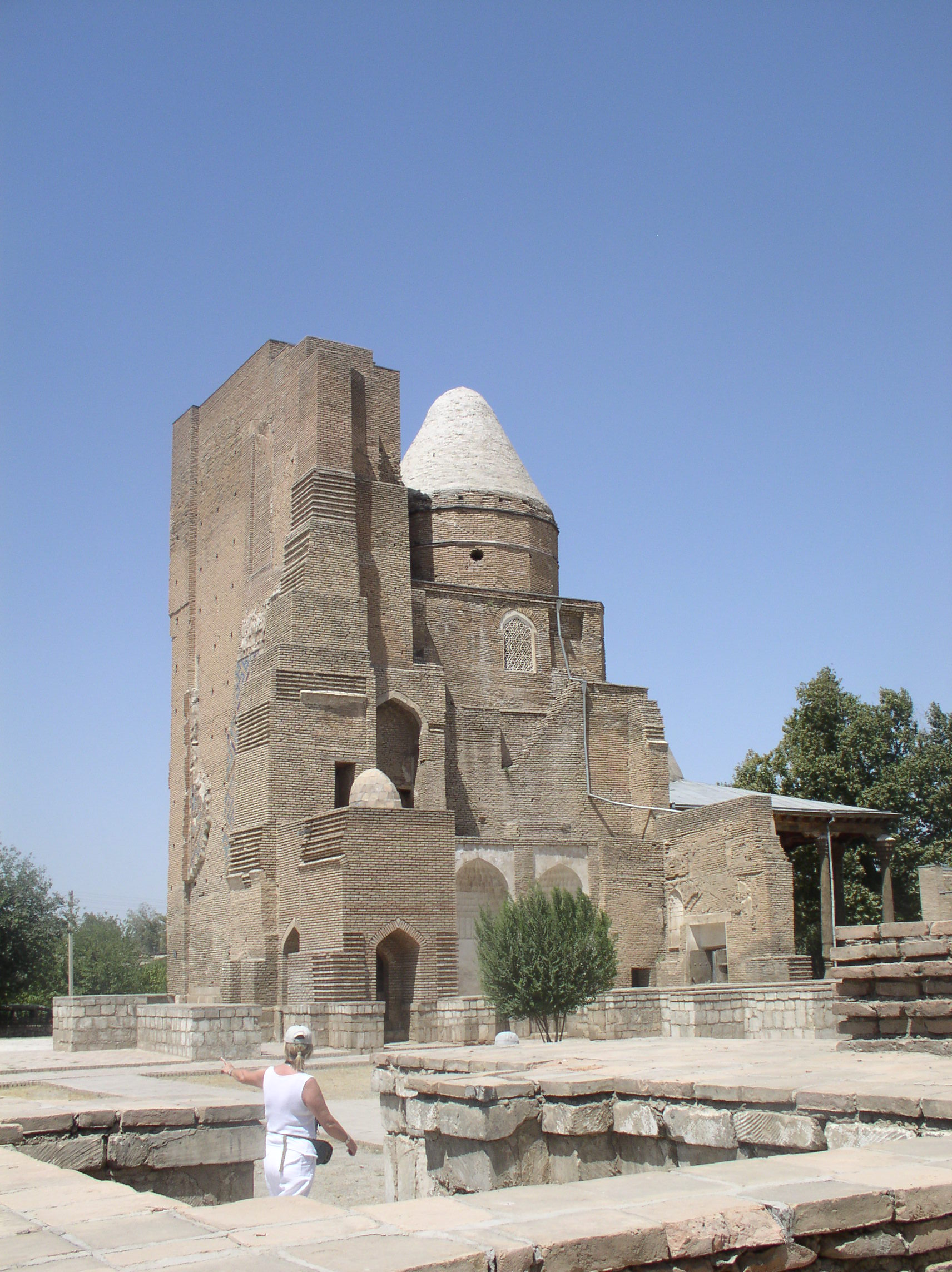
آرامگاه جهانگیر در شهرسبز، ازبکستان

میرزا جهانگیر شش فرزند از سه همسرش داشت:
از خانزاده بیگم، دختر آق صوفی قنگیرات
- محمد سلطان میرزا؛
- یادگار سلطان.

از رقیه خانیکه، دختر امیر کی‌خسرو آپاردی
- جهان سلطان.

از بخت ملک آغا، دختر الیاس خواجه تاتار یاسوری
- پیرمحمد میرزا؛
- فاطمه سلطان؛
- پاینده سلطان؛